# Priston Tale
Priston Tale är ett 3D-MMORPG-spel från Korea. 
Spelet utspelar sig i fantasymiljö, och innehåller klasserna Fighter, Knight, Atalanta, Pikeman, Archer, Mechanician, Magician, Priestess, som alla har sina egna förmågor (skills/spells).
Spelet har många privatservrar och den mest kända servern är RealmPT som har massvis med spelare från hela världen. Sod,Bc,Clan funkar 100%